# Asemostera
Asemostera é um gênero de aranhas da família Linyphiidae descrito em 1898.